# 鍵結圖
鍵結圖（Bond Graph），或稱鍵圖或功率键合图，是一種可同時處理多種領域的動態系統模擬方法。

## 概述
鍵結圖是利用能量的觀點，以宏觀的方式，找出在許多能量系統間運作的共通處。利用能量鍵定義出「勢」與「流」的觀念。由於勢與流的乘積可以得到所通過的能量，因此可以經由能量儲存與轉換的關係，定義出廣義位能儲存元件（Capacitor），廣義動能儲存元件（Inductor），廣義阻抗元件（Resistor）等直接儲存或轉移能量的三大基本元件。由於鍵結圖的發明人亨利·潘特最早是使用電路元件的觀念來模擬其他的物理系統，因此採用了如電容、電感與電阻等模擬元件的名稱。
鍵結圖中除了定義C，I，R等三大單閘元件外，也定義了轉能結（TransFormer）與迴能結（GYrator）等雙閘元件。在機械系統中常見的轉能結是齒輪減速元件，至於迴能結則是陀螺儀。
另外為了能配合各元件間的銜接，則定義了兩種連結元件，分別有共流結（1-Junction）與共勢結（0-Junction）等兩種，能量來源的部分則定義了「勢源」（Effort Source）與「流源」（Flow Source）等兩類。 總結上述，鍵結圖共定義了C（儲位能元件），I（儲動能元件），R（阻尼元件），TF（轉能結），GY（迴能結），1（共流結），0（共勢結），Se（勢源），Sf（流源）等九種基本的元件。
由於鍵結圖法可以依需求在推導系統的狀態方程式過程中，依實際需求或假設，使用線性或非線性的元件組成方程式，並且當系統元件確立後，就可以依據因果關係的設定，了解系統元件間的能量獨立或相依的關係。
除了表示能量流動的能量鍵外，也可以將整個鍵結圖當成另一鍵結圖模式的基本元件，或經由訊號鍵，傳遞控制線路的訊號。因此鍵結圖模擬法可以說是最早的物件導向模擬法，也因此能在1980年後，配合個人電腦的發展，以系統化的建構進行動態模擬，完成許多電腦輔助的系統。此一發展到了2000年，由瑞典創立的物件模擬法協會（Modelica Association），正式發表物件模擬語法（Modelica Modeling Language，Modelica），提出比鍵結圖更適合發展大型複雜系統的架構，並且將鍵結圖模擬法納入其中。
儘管如此，以鍵結圖模擬法為內涵的模擬系統，仍然不斷發展中，並且加入許多機電光整合的模擬元件，因此，目前無論是使用鍵結圖法或物件模擬法所完成的模擬元件或子系統，都可以如硬體元件一樣互通，也可以進一步讓巨觀物件模擬處理更大更複雜的系統。